# Arthur Szwarc
Arthur Szwarc (Toronto, 30 de maio de 1995) é um jogador de voleibol canadense que atua na posição de oposto.

## Carreira

### Clube
Szwarc atuou no voleibol universitário da Universidade Iorque de 2013 a 2016. Em 2017, o atleta se profissionalizou e foi atuar no voleibol francês após assinar com o Arago de Sète, por onde atuou por duas temporadas. Em 2019 vestiu a camisa do Top Volley Cisterna, alternando na função de oposto e de central – função já desempenhada no passado mas não de forma contínua.
Após atuar por três temporadas no clube da província de Latina, o oposto assinou com o Vero Volley Monza para atuar na temporada 2022–23.

### Seleção
Szwarc conquistou sua primeira medalha na Copa Pan-Americana Sub-21 de 2015, ao derrotar a seleção chilena por 3 sets a 2 pela disputa da medalha de bronze.
Estreou com a seleção adulta canadense pela Liga Mundial de 2017, em Curitiba, onde conquistou a inédita medalha de bronze da seleção canadense. Conquistou o nono lugar na Liga das Nações de 2018 e o nono lugar no Campeonato Mundial de 2018; enquanto no ano seguinte conquistou a medalha de bronze no Campeonato NORCECA, em Winnipeg.
Em 2021 disputou sua primeira Olimpíada, onde ficou na oitava posição nos Jogos Olímpicos de Tóquio.

## Vida pessoal
Szwarc possui ascendência polonesa tanto por parte paterna quanto materna. Para preservar seu conhecimento da língua polonesa, Arthur mantém comunicação regular com seus pais através da língua polaca.

## Clubes
| Anos      | Clube                  |
| --------- | ---------------------- |
| 2017–2019 | Arago de Sète          |
| 2019–2022 | Top Volley Cisterna    |
| 2022–     | Mint Vero Volley Monza |

## Prêmios individuais
- 2023: Campeonato NORCECA – Melhor oposto